# Cleombrotus I van Sparta
Cleombrotus I (Grieks: Κλεόμβροτος) was van 380 tot 371 v.Chr. koning van Sparta, uit de dynastie van de Agiaden.
Hij was de zoon van koning Pausanias II, die zich door de vlucht aan de dood onttrok (394 v.Chr.). Hij volgde zijn broer Agesipolis I op en had het bevel over de ongelukkige krijgstocht tegen Thebe (Boeotië) (378), na de verdrijving van de Spartanen uit de Cadmea. Even ongelukkig was hij twee jaren later bij een gelijke onderneming (376).
Toen hij in 371 v.Chr. de Thebaanse leider Epaminondass uitrukte, verloor hij op 8 juli de slag bij Leuctra en het leven tegen een veel geringere macht van de Thebanen. Hij werd opgevolgd door zijn zoon Agesipolis II.

## Referentie
- art. Cleombrotus (2), in F. Lübker - trad. ed. J.D. Van Hoëvell, Classisch Woordenboek van Kunsten en Wetenschappen, Rotterdam, 1857, p. 217.